# 경주 섭씨
경주 섭씨(慶州 葉氏)는 경상북도 경주시를 본관으로 하는 한국의 성씨이다.
시조인 섭공제는 송나라에서 간의대부(諫議大夫)와 한림학사(翰林學士)를 지내다가 원나라로부터의 난을 예상해 고려로 망명했다. 이후 고려 고종으로부터 봉익대부(奉翊大夫)로 판도판서(版圖判書)의 벼슬을 받으며 고려에 정착했다.

## 참고 자료
- “섭씨(葉氏) 본관(本貫) 경주(慶州)입니다.”. 《한국족보출판사》. 2022년 9월 18일에 원본 문서에서 보존된 문서.
- 金光林 (2014). “A Comparison of the Korean and Japanese Approaches to Foreign Family Names” (PDF). 《Journal of cultural interaction in East Asia》 (영어) (東アジア文化交渉学会). 20면. 2016년 3월 27일에 원본 문서 (PDF)에서 보존된 문서.